# Montparnasse Rive Gauche
Montparnasse Rive Gauche  est un centre commercial français situé dans le quartier Necker du 15e arrondissement de Paris. Situé au pied de la tour Montparnasse
Actuellement[Quand ?] sans boutiques ni services, il fait partie de l'Ensemble Immobilier Tour Maine-Montparnasse. Il accueillait notamment les Galeries Lafayette Montparnasse.

## Historique
C'est le premier centre commercial parisien, il est inauguré en 1972. D'abord nommé Centre commercial Montparnasse, il est renommé Montparnasse Rive Gauche en 2015.

## Situation et accès
Ce centre est situé au pied de la tour Montparnasse, entre la place Bienvenue-Montparnasse et la gare Montparnasse. Il est actuellement[Quand ?] fermé et remplacé par le Centre Commercial de la Gaîté, accessible directement depuis le 68/80 avenue du Maine.
Il existe depuis le sous-sol du centre commercial un accès direct à la station de métro Montparnasse - Bienvenüe.